# Борисова-Хроменко, Валентина Михайловна
Валенти́на Миха́йловна Бори́сова (Хроме́нко; 1 июля 1919, Омск, РСФСР, СССР — 31 июля 2008, Барнаул, Алтайский край, Россия) — заслуженный врач РСФСР, кандидат медицинских наук, доцент. Почётный гражданин Алтайского края. Кавалер ордена Трудового Красного Знамени.

## Биография
Валентина Михайловна Борисова родилась 1 июля 1919 года в Омске.
В 1941 году окончила Омский государственный медицинский институт им. М. И. Калинина.
Во время Великой Отечественной войны, работая в эвакуационном госпитале, прооперировала множество тяжелораненых.
В 1943 году, не получив санкции главного хирурга, она успешно провела сложную операцию на культе в области правого коленного сустава у первой в мире женщины-водителя танка Марии Лагуновой.
В 1946 году Борисова-Хроменко была переведена хирургом в урологическое отделение эвакуационного госпиталя № 1494.
В 1947 году переехала в Барнаул, где работала ординатором Барнаульской городской больницы, затем заведующей хирургическим, урологическим отделениями.
В 1957 году перешла на работу ассистентом курса урологии при кафедре факультетской хирургии в Алтайский государственный медицинский институт (АГМУ), в котором трудилась в течение тридцати лет, пройдя путь от ассистента кафедры до доцента и заведующей курсом урологии.
Впоследствии заведующий кафедрой урологии и нефрологии АГМУ профессор Александр Неймарк, учившийся у Борисовой-Хроменко, назвал её основательницей алтайской урологии.
В 1957 году за заслуги в деле организации урологической помощи больным Алтайского края Валентине Михайловне Борисовой-Хроменко было присвоено почётное звание «Заслуженный врач РСФСР».

## Научная и общественная деятельность
- Возглавляла Алтайское научное общество урологов,
- являлась членом редколлегии Большой медицинской энциклопедии по разделу «Урология и нефрология».

## Публикации
Автор:
- монографии «Мочекаменная болезнь в Алтайском крае и некоторые её особенности»,
- книги «Жизнь во имя жизни».

## Награды
- Кавалер ордена Трудового Красного Знамени.
- Заслуженный врач РСФСР (1957).
- Почётный гражданин Алтайского края.